# Rocca di Neto
Rocca di Neto – miejscowość i gmina we Włoszech, w regionie Kalabria, w prowincji Crotone.
Według danych na rok 2004 gminę zamieszkiwało 5567 osób, 129,5 os./km².